# Gouvernement du 1er Dáil
Irlande
 Gouvernement du 2e Dáil
Le gouvernement du 1er Dáil est le gouvernement de l'Irlande du 21 janvier 1919 au 26 août 1921, et est formé après l'élection générale du 18 décembre 1918.

## Élection
En 1919, les candidats du Sinn Féin qui ont été élus lors des élections générales du 18 décembre 1918 refusent de reconnaître le Parlement du Royaume-Uni et décident de s'assembler en un Parlement révolutionnaire dénommé Dáil Éireann. La première réunion du Dáil Éireann se tient le 21 janvier 1919 dans la salle ronde de Mansion House à Dublin.

## Composition du1erCabinet
Le premier Cabinet (Aireacht) est dirigé par Cathal Brugha, alors Président du Dáil, parce que le leader du Sinn Féin, Éamon de Valera était alors en prison en Angleterre.
| Portefeuille                            | Titulaire | Titulaire             | Parti     |
| --------------------------------------- | --------- | --------------------- | --------- |
| Président du Dáil Éireann / Príomh Aire |           | Cathal Brugha         | Sinn Féin |
| Ministre des Finances                   |           | Eoin MacNeill         | Sinn Féin |
| Ministre des Affaires intérieures       |           | Michael Collins       | Sinn Féin |
| Ministre des Affaires étrangères        |           | George Noble Plunkett | Sinn Féin |
| Ministre de la Défense                  |           | Richard Mulcahy       | Sinn Féin |

## Composition du2eCabinet
Après s'être évadé de la prison de Lincoln en février 1919, Éamon de Valera est nommé Président du Dáil Éireann (Príomh Aire) le 1er avril. Il est donc de fait à la tête du deuxième Gouvernement de la première législature. Il nomme de nouveaux ministres.
| Portefeuille                                | Titulaire | Titulaire             | Parti     |
| ------------------------------------------- | --------- | --------------------- | --------- |
| Président du Dáil Éireann / Príomh Aire     |           | Éamon de Valera       | Sinn Féin |
| Ministre des Finances                       |           | Michael Collins       | Sinn Féin |
| Ministre des Affaires intérieures           |           | Arthur Griffith       | Sinn Féin |
| Ministre des Affaires étrangères            |           | George Noble Plunkett | Sinn Féin |
| Ministre de la Défense                      |           | Cathal Brugha         | Sinn Féin |
| Ministre du Travail                         |           | Constance Markievicz  | Sinn Féin |
| Ministre des Industries                     |           | Eoin Mac Néill        | Sinn Féin |
| Ministre du Gouvernement local              |           | William T. Cosgrave   | Sinn Féin |
| Ministre de l'Irlandais                     |           | Seán T. O'Kelly       | Sinn Féin |
| Ministres non membres du Cabinet (Aireacht) |           |                       |           |
| Directeur de l'Agriculture                  |           | Robert Barton         | Sinn Féin |
| Directeur de la Pêche                       |           | Seán Etchingham       | Sinn Féin |
| Directeur de la Propagande                  |           | Laurence Ginnell      | Sinn Féin |
| Directeur des Échanges et du Commerce       |           | Ernest Blythe         | Sinn Féin |